# 今はちょっと、ついてないだけ
『今はちょっと、ついてないだけ』（いまはちょっと、ついてないだけ）は、伊吹有喜の小説。2016年3月16日に光文社より単行本、2018年11月8日に光文社文庫より文庫本が刊行された。2022年には映画版が公開された。

## 書誌情報
- 単行本 - 2017年3月16日発売、光文社、ISBN 978-4-334-91083-9
- 文庫本 - 2019年11月8日発売、光文社文庫、ISBN 978-4-334-77746-3

## 映画
2022年4月8日に順次公開。監督は柴山健次、主演は玉山鉄二。千葉県茂原市、長野県千曲市、愛知県幸田町、長崎県島原市の4都市の製作協力により、2021年9月から撮影が行われた。

### キャスト
- 立花浩樹：玉山鉄二[3]
- 宮川良和：音尾琢真[4]
- 瀬戸寛子：深川麻衣[3]
- 会田健：団長安田（安田大サーカス）[4]
- 巻島雅人：高橋和也[4]
- かとうかず子[4]
- 山村美智[4]
- 奥山佳恵[4]
- 川津明日香[4]
- Erna（MOS）[4]
- 大友花恋[4]
- 原沢侑高
- コッセこういち
- 川田希
- 横田美紀
- 溝口琢矢
- 松木エレナ
- 忽那美穂

### スタッフ
- 原作：伊吹有喜『今はちょっと、ついてないだけ』（光文社文庫刊）[5]
- 監督・脚本・編集：柴山健次[5]
- 音楽：小川明夏
- 主題歌：Age Factory「First day song」（SPACE SHOWER MUSIC）
- 製作：坂本香、吉廣貫一、山中幹司、水谷文勇、依田巽、上野境介、武田真士男
- 企画：柴山健次、佐治幸宏
- エグゼクティブプロデューサー：猪狩淳一、麻生英輔
- プロデューサー：佐治幸宏、松田義正[6]
- 共同プロデューサー：磯村直彦
- 撮影：篠田力
- 照明：渡辺大介
- 録音：田中靖志
- 美術：畦原唱平
- 装飾：岩間洋
- 衣装：江頭三絵
- ヘアメイク：中山麻美
- スチール：北島元朗
- メイキング：モナコウロマン
- 音響効果：岡瀬晶彦
- VFX：大江毅、マチュ・ドラットル
- ドキュメンタリー：今西祐子
- カラリストスーパーバイザー：芳賀脩
- カラリスト：川村真唯
- 制作担当：鶴岡琢真
- 助監督：八神隆治
- スチールカメラスーパーバイザー：杉山宣嗣
- 製作協力：ロケなび!、ロケーションジャパン編集部、地域活性プランニング、ロケツーリズム協議会
- 協力：丸山珈琲、モンベル
- 機材協力：キヤノンマーケティングジャパン
- 共同製作事業体：千葉県茂原市、長野県千曲市、愛知県幸田町、長崎県島原市
- 配給：ギャガ[5]
- 制作プロダクション：アートマークプロジェクト
- 制作：TBSグロウディア
- 共同制作：キャンター
- 製作幹事：TBSグロウディア、Zipang
- 製作：映画『今はちょっと、ついてないだけ』製作委員会（TBSグロウディア、Zipang、スペースシャワーネットワーク、CBCテレビ、ギャガ、キャンター、光文社）

### サウンドトラック
『映画『今はちょっと、ついてないだけ』 オリジナル・サウンドトラック 』は、本映画のサウンドトラック。2022年4月19日にmelodypunchrecordsより発売された。

#### 収録曲
1. 写真 / 小川明夏
2. ネイチャリング・シリーズ / 小川明夏
3. 宮川良和 / 小川明夏
4. 家族との溝 / 小川明夏
5. バレエ公演 第1部 / 小川明夏
6. バレエ公演 第2部 / 小川明夏
7. 静枝への想い / 小川明夏
8. 朝日を拝む少女 / 小川明夏
9. ナカメシェアハウス /
10. 瀬戸寛子 / 小川明夏
11. メイクへの想い / 小川明夏
12. タチバナコウキ / 小川明夏
13. それぞれのシェアハウスの時間 /
14. walk on the bridge / MOS
15. カヤック / 小川明夏
16. 会田の写真 / 小川明夏
17. 変わる予感 / 小川明夏
18. 麗子 / 小川明夏
19. みんな、立花に夢中だった / 小川明夏
20. 僕はここにいる / 小川明夏
21. 再出発 / 小川明夏
22. Silent Night / MOS